# Jüdischer Friedhof (Frille)
Der Jüdische Friedhof Frille befindet sich im Ortsteil Frille der Stadt Petershagen im Kreis Minden-Lübbecke in Nordrhein-Westfalen. Als jüdischer Friedhof ist er ein Baudenkmal und seit dem 1. September 1988 unter der Denkmalnummer 84 in der Denkmalliste eingetragen.
Auf dem Friedhof am Friller Brink / Brunnenweg sind 43 Grabsteine erhalten. 

## Geschichte

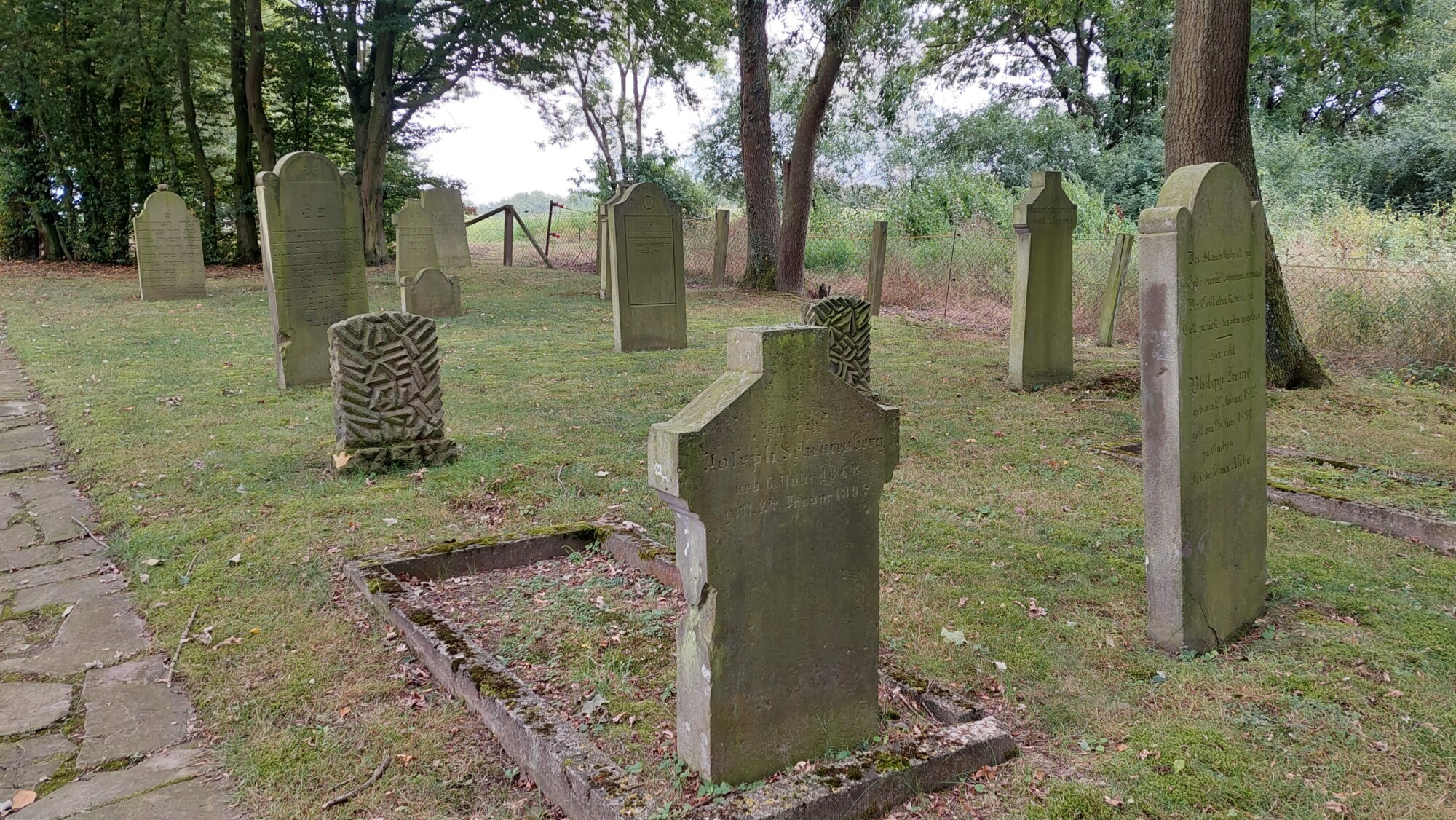

Der Friedhof wurde vermutlich von 1856 bis zum Jahr 1937 belegt. Während der NS-Zeit wurde er weitgehend zerstört. Deshalb befindet sich heute kaum einer der Steine an seinem ursprünglichen Platz.